# Copris cornifrons
Copris cornifrons är en skalbaggsart som beskrevs av Karl Henrik Boheman 1860. Copris cornifrons ingår i släktet Copris och familjen bladhorningar. Inga underarter finns listade i Catalogue of Life.